# 2000年シドニーオリンピックのカナダ選手団
2000年シドニーオリンピックのカナダ選手団（2000ねんシドニーオリンピックのカナダせんしゅだん）は、2000年9月15日から10月1日にかけてオーストラリアのニューサウスウェールズ州シドニーで開催された2000年シドニーオリンピックのカナダ選手団、およびその競技結果。

## 概要
今大会は金メダル3個、銀メダル3個、銅メダル8個の合計14個のメダルを獲得した。

## メダル
| メダル | 選手名               | 競技       | 種目                     |
| ------ | -------------------- | ---------- | ------------------------ |
| 金     | ダニエル・イガリ     | レスリング | 男子フリースタイル69kg級 |
| 銀     | ニコラス・ギル       | 柔道       | 男子100kg以下級          |
| 銅     | カーティス・ミーデン | 競泳       | 男子400m個人メドレー     |